# 2009年10月臺灣
| << | 2009年10月 （民國98年） | >> |    |    |    |    |
| \| 日 \| 一 \| 二 \| 三 \| 四 \| 五 \| 六 \| \| \| \| \| \| 1 \| 2 \| 3 \| \| 4 \| 5 \| 6 \| 7 \| 8 \| 9 \| 10 \| \| 11 \| 12 \| 13 \| 14 \| 15 \| 16 \| 17 \| \| 18 \| 19 \| 20 \| 21 \| 22 \| 23 \| 24 \| \| 25 \| 26 \| 27 \| 28 \| 29 \| 30 \| 31 \| \| \| \| \| \| \| \| \| |                         |    |    |    |    |    |
| 臺灣新聞動態／維基新聞 |                         |    |    |    |    |    |
| 世界／中国大陆／臺灣 |                         |    |    |    |    |    |
| 日 | 一                      | 二 | 三 | 四 | 五 | 六 |
| |                         |    |    | 1  | 2  | 3  |
| 4 | 5                       | 6  | 7  | 8  | 9  | 10 |
| 11 | 12                      | 13 | 14 | 15 | 16 | 17 |
| 18 | 19                      | 20 | 21 | 22 | 23 | 24 |
| 25 | 26                      | 27 | 28 | 29 | 30 | 31 |
| |                         |    |    |    |    |    |

## 10月30日
- 由於日前美國在台協會台北辦事處長司徒文之言論，引來網友「吃屎」之譏，台大博士生朱政騏亦以實際吃牛糞漢堡行動進行抗議。自由電子報

## 10月27日
- 中國國民黨籍立委廖正井涉嫌賄選案，台灣高等法院下午二審宣判當選無效，全案定讞，其遺缺將於三個月內舉行補選。為本屆立委第四名被裁定當選無效的立委，全部為國民黨籍。TVBS（页面存档备份，存于）
- 泛綠立委提案重起與美談判、（直接在境外）禁止美國牛肉高風險部分輸台，但泛藍立委以另立法管理為由封殺。NOWnews
- 針對日前美牛解禁風波，美國在台協會台北辦事處長司徒文以騎機車類比，指吃美國牛肉的危險比在台灣騎機車出事的機率還低，引發喧然大波，PTT網友更諷刺「吃屎也比騎車安全，美國人怎麼不去吃屎」。自由電子報

## 10月24日
- 2009年屏東豬腳節，於屏東縣萬巒鄉褒忠路，生肖屬豬的民眾可憑身分證以1元購買一斤豬腳。豬腳節
- 因送禮買票鎖票醜聞，新當選的中國國民黨中常委遭勸退，目前仍有2名不退。（厲耿桂芳、陳幸進）中廣、nownews（页面存档备份，存于）
- 衛生署副署長蕭美玲，與美方談判時，簽下的條約不但開放具有狂牛症較高風險的帶骨牛肉，連風險更高的牛內臟、牛絞肉都予以開放進口，衛生署長楊志良，自稱外界若對談判結果不滿，願下台負責。國民黨立院黨團，揚言「誰開放誰下台」。自由電子報、nownews（页面存档备份，存于）
- 98年全運會於台中開幕，由於參賽選手的食宿由各縣市政府自行補助，導致台北市的選手住五星級飯店，較窮的縣市地區的選手去住每天不到200元的國軍英雄館通舖。自由電子報（页面存档备份，存于）

## 10月23日
- Windows 7於晚間7點7分開賣。自由時報（页面存档备份，存于）
- 由於《美國牛肉輸台議定書》之簽訂，自2003年起停止進口進六年的美國帶骨牛肉再次準備輸入台灣，衛生署長楊志良表示將採漸進開放，第一波將開放進口三十月齡以下美國牛隻的帶骨肉，牛絞肉是否也在第一波開放進口，目前尚未公佈。自由電子報

## 10月22日
- 台美雙方簽訂「美國牛肉輸台議定書」，台灣方面由衛生署副署長蕭美玲代表簽訂。

## 10月21日
- 晚間，昨日肇事殺人逃逸的司機林淵晟，自備律師出面投案。自稱是乘客認為他故意繞遠路，因而起爭執。只為了夜間約新台幣10元左右的價差，導致被害人賠上一命。事後兇嫌被三立新聞報料，稱其有妨礙風化的前科。被害人家屬則稱「台灣大車隊」需負起責任。Nownews（页面存档备份，存于）

## 10月20日
- 「台灣大車隊」所派遣的計程車，司機林淵晟，撞死杜姓乘客之後，行蹤成謎。台灣大車隊表示，將協助善後，並重申禁談政治、宗教，違者解約。nownews（页面存档备份，存于）

## 10月17日
- 馬英九總統在臺北縣新莊體育館舉行的國民黨第十八次全國代表大會中正式就任黨主席，並任連戰、吳伯雄為榮譽黨主席。 nownews（页面存档备份，存于）
- 屏東縣東港東隆宮己丑正科迎王平安祭典活動；於此日舉行送王儀式（燒王船），吸引全臺上萬民眾、外國民眾觀看。東港燒王船 萬人爭睹取鏡[]

## 10月16日
- 大法官第665號釋憲案出爐，扁案一審換下周占春，不違憲。nownews（页面存档备份，存于）、釋字第665號
- 2009年高雄電影節今天揭開序幕，遭中國打壓的紀錄片愛的十個條件如期播放。自由電子報

## 10月15日
- 上午11點，統聯客運於中山高速公路彰化員林間，發生連環追撞13部車，造成4死5傷。nownews（页面存档备份，存于）

- 國民黨台東縣長參選人黃健庭，今天宣布辭去立委職務，全力投入年底縣長選戰。民進黨痛批此為地方條件交換，涉及期約賄選，綠營將會提告。TVBS（页面存档备份，存于）

## 10月14日
- 乳酸菌飲料「優安蜜」，驚傳內含防腐劑「去水醋酸」，業者聲稱原物料安定劑出問題。 nownews（页面存档备份，存于）

## 10月9日
- 中國國民黨籍立委江連福涉嫌賄選案，台中高分院維持一審當選無效判決，全案定讞，其遺缺將於三個月內舉行補選。為本屆立委第四名被判決或被裁定當選無效的立委，全部是國民黨籍。自由電子報